# Sponson
Sponsoni so izbočene strukture pri straneh ladij, letal, helikopterjev ali kopenskih vozil. 
Uporablja se za različe namene:
- Povečajo uporaben tovor, npr. gorivo
- Povečajo plovnost in/ali stabilnost
- Služijo shranjevanju naprav kot npr. pristajalno podvozje
- Služijo kot prostor na namestitev orožja, npr. top